# Tacuadactylus
Tacuadactylus es un género de pterosaurio ctenocasmátido  del Jurásico de Uruguay.
Un hocico encontrado cerca de Batoví fue reportado en 2016 como un pez sierra, el miembro más antiguo conocido de Pristidae. Posteriormente, una tomografía computarizada mostró que los supuestos dientes perpendiculares del fósil eran en realidad rellenos de sedimentos de las cavidades de los dientes, que a su vez apuntaban oblicuamente hacia el frente como en los pterosaurios. En 2018, el espécimen fue descrito como el primer pterosaurio encontrado en Uruguay pero aún sin nombre.
En 2021, la especie tipo Tacuadactylus luciae fue nombrada y descrita por Matías Soto, Felipe Montenegro, Pablo Toriño, Valeria Mesa y Daniel Perea. El nombre genérico combina una referencia a la ubicación del descubrimiento con el griego daktylos, "dedo", un sufijo habitual en los nombres de los pterosaurios. El nombre específico honra a la hija de Soto, Lucía.
El holotipo, FC-DPV-2869, fue recuperado de rocas en el Miembro Batoví de la Formación Tacuarembó inferior. Se compone de fragmentos del rostrum y el dentario. Otros restos son seis dientes sueltos, espécimen FC-DPV 3090, encontrados en Bidegain en la misma formación.
Tacuadactylus es un miembro de Gnathosaurinae, y está estrechamente relacionado con Gnathosaurus. Fue en 2021 el ctenocasmátido más antiguo conocido de América del Sur.